# Aleksandrów (gmina Stanin)
Aleksandrów – wieś w Polsce położona w województwie lubelskim, w powiecie łukowskim, w gminie Stanin.
| SIMC    | Nazwa  | Rodzaj    |
| ------- | ------ | --------- |
| 0689183 | Ostrów | część wsi |

W latach 1975–1998 miejscowość należała administracyjnie do województwa siedleckiego.
Wieś stanowi sołectwo w gminie Stanin. Według Narodowego Spisu Powszechnego z roku 2011 wieś liczyła 182 mieszkańców.
Wierni Kościoła rzymskokatolickiego należą do parafii św. Antoniego Padewskiego w Wandowie w dekanacie Żelechów.